# 忍 (プロレスラー)
忍（しのぶ、1980年9月2日 - ）は、日本のプロレスラー。本名：菅原 忍（すがわら しのぶ）。

## 経歴
元々はリングネームマグナムKYOTOとして、学生プロレス団体のRWF（Ritsumeikan Pro-wrestling Federation：立命館プロレス同好会）に所属していた。666の初期の興行には毎回RWFの選手が出場しており、マグナムKYOTOは2月29日のバトルスフィア東京大会にマグナム京都として出場した。このことが666入団のきっかけとなったようである。
2004年6月6日のバトルスフィア東京大会における対“ナスティ”ブラック・パンサー戦でデビュー。
他団体では大日本プロレスに定期的に参戦。KAIENTAI-DOJO、WMF、アジアンスポーツプロモーションなどのリングにも上がった。
2006年12月19日中国・北京市海淀体育館大会から、謎のマスクマン超神龍としてDRAGON GATEに登場するも、2007年11月9日スト市ボンバイエ2で行われたカツオとのマスカラ・コントラ・カベジェラ戦に敗北し、マスクを脱いだ。その後はNEW HAZARDの一員としてDRAGON GATEに参戦した。
2008年5月にNEW HAZARDが消滅した後、6月12日の後楽園大会で戸澤塾の新しいメンバーとして登場した。6月28日、新井健一郎、岩佐拓をパートナーに名古屋テレピアホール大会で行われたオープン・ザ・トライアングル・ゲート王座に挑戦して勝利して第19代王者となるが、7月12日、新潟市体育館でトライアングルゲートの初防衛に失敗。
8月9日、後楽園ホール大会でアンソニー・W・森、堀口元気との3wayマッチにてノーリングながら堀口に勝利し、堀口の持つオープン・ザ・ブレイブゲート王座に挑戦表明。8月31日にブレイブゲートに挑戦も敗北。11月に所属していた戸澤塾が解散となり、以降、DRAGON GATEへの参戦が減り、現在ではほぼ、京都限定参戦となっている。
2008年8月、アキバプロレスに、限定キャラのおでん・カーンとして登場した。
2010年12月、30歳になるということで記念にヤンキー二丁拳銃（宮本裕向・木高イサミ）と組んで「有刺鉄線ボードデスマッチ」で佐々木貴・星野勘九郎・シャドウWX組と対戦、これが大日本でのデスマッチデビュー戦となった。ただ大日本では現在も「ストロングBJ」中心に参戦しており、2012年には4月に佐々木義人 (プロレスラー)、7月に岡林裕二とパートナーを変えながらBJW認定タッグ王座を2度獲得した。
2015年4月11日、みちのくプロレスで活躍中のムーの太陽に「マスクドバディ2015(忍)」のリングネームで入信。入信理由は世界最高の性行為ができる教団だと思ったから。
2017年、大日本で復活したBJW認定ジュニアヘビー級王座の初代王者決定リーグ戦に出場し、優勝。同王座初代王者に輝く。
2021年1月をもって地方へ移住し、プロレス活動も不定期となる。666は所属のまま。
2023年8月2日、666後楽園ホール大会にて宮本裕向デビュー二十執念記念試合に「Ｘ」として登場。

## 人物
- かなりの露出狂で、666の試合などで下半身を露出することが多い。そのせいでニコニコプロレスチャンネル（ニコプロ）のニコ生タイムシフトが中止になる事もしばしば。ニコ生でコメンタリー実況を務める鈴木健.txtからは「タイムシフトクラッシャー」と命名される。
- プロレス以外では花屋でフラワーアレンジメントも行っている。

## 入場テーマ曲
- ROUTE 666（YO-HEI）

## 得意技
S.E.X
セックスボンバー

## タイトル歴
暗黒プロレス組織666
- 666認定きかんしゃ級王座

DDTプロレスリング
- アイアンマンヘビーメタル級王座

DRAGON GATE
- オープン・ザ・トライアングルゲート王座

KAIENTAI DOJO
- UWA世界ミドル級王座

SGP
- SGP認定グローバルジュニアヘビー級王座

みちのくプロレス
- みちのくふたり旅優勝

大日本プロレス
- BJW認定タッグ王座
- BJW認定ジュニアヘビー級王座
- 初代BJW認定ジュニアヘビー級王座決定リーグ戦優勝